# テクノクラート
テクノクラート（technocrat）または技術官僚（ぎじゅつかんりょう）は、科学技術や経済運営、社会政策などの高度な技術的専門知識によって、政策立案に参画し、その実施に関与する官僚、管理者のこと。テクノクラート（技術官僚）が政治・経済・行政を支配し管理することを目指す社会体制や政治思想はテクノクラシー（技術官僚制、技術家政治）と呼ばれる。
テクノクラシーは出自・血縁よりも専門知識・技術に基づいて権力者を選ぶという点で、能力主義の一種と言える。また、少数の技術官僚が政治を支配するという点でエリート主義の一種とも言える。

## 概説
技術官僚が輩出した時期は、近代からである。科学技術の発展により、その技術と政治力を結びつけ、国力を増大させる時に技術官僚が大きな役割を果たしたと言われる。第二次世界大戦や冷戦時の軍備拡張競争、米ソの宇宙開発競争などでは、実に多数の技術官僚が活躍した。特に社会主義国のソビエト連邦は資本主義国であるアメリカ合衆国と対抗するため、計画経済での工学知識の必要性で生じた巨大な技術官僚制からテクノクラシーと呼ばれ、一時はレオニード・ブレジネフらソ連共産党政治局のメンバーは88%がエンジニアであった。旧ソ連と同様に科学的社会主義を奉ずる中華人民共和国でも1980年代以降の新権威主義の台頭の影響を受け、江沢民、胡錦濤、習近平など中国共産党の執行部は理工系の出身者が多数を占め、一時は地方政府の知事や市長は80%以上が自然科学やエンジニアリングの学位を持っていた。20世紀前半のアメリカでは、技術官僚によって経済を統制するソヴィエトの組織を訴えた経済学者のソースティン・ヴェブレンの主張をきっかけにテクノクラシー運動が起きた。
一般に、科学主義を重んじ、時に民衆の利益よりも科学の発展を優先する傾向があるとされている。その暴走により、国家が破綻するとの考えもあるが、基本的に民主主義国家では、技術官僚は国家及び民衆のためにその科学技術を基に国民の利益につながる政策に関与することが主である。
なお、国立大学や警察関係に上級技官という役職があるが、これとはまったく別のものである。あくまでも、国家（州や県なども含む）や国際機関において政策決定に関与できる者を指すことが多い。また、現行の官僚制に「テクノクラート」という役職・階級がある訳ではない。
フランスではフランス革命で貴族制が否定され、新国家再建のために高度な専門知識・技術を有する人材が求められたが、フランスの大学はリベラルアーツ教育を目的としており、実学の専門教育を高度に行う機関が存在しなかった。そのためグランゼコールと呼ばれる技術官僚養成機関が急遽設立された（現在では経済・商業関係のグランゼコールも存在する）。
日本では、技術官僚・キャリア技官が多い省庁としては、国土交通省、経済産業省、防衛省、気象庁、農林水産省などがある。また多くはないが法務省（医療従事専門職など）、文部科学省、警察庁、消防庁、財務省（建築従事者としての財務技官）なども技術官僚を抱える。
厚生労働省には、医系技官として医師免許、歯科医師免許を取得した者、薬系技官として薬剤師免許を取得した人材が採用され、彼らが幹部職員に就任するポストがある。政策決定に関与できる高級ポストが医師出身者の医務技官の場合、医務技監のポストがあり、また局長クラスが医政局長、健康局長、技術総括審議官などの3つがある。歯科医師の最高位は課長クラスの歯科保健課の1つであり、これは政策決定に関与する立場ではない。その意味では、医師と歯科医師の人事配置は異なるが、それぞれに期待される役割が異なることによる違いであると言える。

## 各専門分野の技術官僚

### 医療関係
- 医学系では、過去に技官に就く人は少なかったが、現在では少なくはない。これは、医師養成機関である医学部が早い段階から、「医学部＝臨床医師養成機関」という価値観を変化させた点にあると考えられている。医療政策の講座の設置、公衆衛生大学院の設立、社会医学系の構築など、看護学などの保健学を傘下に幅広い人材養成体制を構築し、臨床医師以外の道を切り開いているためだと考えられる。
- 薬学系では、企業研究者としての道に進む者が多く、行政関係で薬事関係の一般技官としての任に就く者は少数である。
- 歯学系では、技術官僚と呼べる人材は少ない。それは、歯科医師養成機関である歯学部が単に臨床歯科医師養成という教育方針であり、前述の医学系のように幅広い人材育成体制を構築してこなかったことに原因があるとされている。医科が学閥や医師会の力により政治的な働きかけに長けていたのに対し、歯科ではほとんどが個人開業医であり、こうした分野への進出が盛んではなかったことによる。

### 防衛関係
過去の防衛（軍事）関係の技術官僚は、その暴走により科学技術の競争のための場として、戦争を選択することがあり、その危険性を絶えず背負う立場であった。現在でもその立場を完全に払拭したわけではない。また、世界に眼を向ければ、原子力開発の技術者や軍事技術者が技術官僚として政策決定権のある要職に就くこともある。軍事技術者には、航空技術者、車両技術者、情報科学技術者、建築技術者、電気電子技術者、気象技術者、環境・化学系技術者など様々な要職がある。これらの人材には、資格・称号・学会への参加などのほかに指導的立場として社会に対しても影響を与えた実績のある人物であることが要求される。

### 経済関係
近年、理工系出身者で金融工学や数理工学など高度な専門能力を活かした技術官僚が輩出されている。

## 関連文献
- 梶田孝道『テクノクラシーと社会運動 対抗的相補性の社会学』東京大学出版会、1988年、ISBN 4130550152
- 川井悟「1930年代中国経済建設における中国人テクノクラートの研究」文部省科学研究費補助金研究成果報告書、1990年
- 小野清美『テクノクラートの世界とナチズム 「近代超克」のユートピア』ミネルヴァ書房、1996年、ISBN 4623026523
- 中嶋毅『テクノクラートと革命権力 ソヴィエト技術政策史1917-1929』岩波書店、1999年、ISBN 400002714X
- 矢野武『幕末テクノクラートの群像』近代文芸社、2005年、ISBN 4773373032
- 石井正紀『技術中将の日米戦争 - 陸軍の俊才テクノクラート秋山徳三郎』光人社、2005年